# مارینا ولادی
مارینا ولادی (به فرانسوی: Marina Vlady)؛ (زادهٔ ۱۰ مهٔ ۱۹۳۸) بازیگر، خواننده و نویسنده اهل فرانسه است. وی از سال ۱۹۴۹ میلادی تاکنون مشغول فعالیت بوده‌است.
از فیلم‌هایی که وی در آنها نقش داشته‌است می‌توان به اعتراض عمومی، بیمار خیالی، دو سه چیزی که از او می‌دانم، سوءاستفاده‌های یک دون ژوان جوان و اسپلندور اشاره کرد.